# Petar Ljuština
Petar Ljuština, hrvaški general, * 26. januar 1920, † ?.

## Življenjepis
Leta 1941 se je pridružil NOVJ in naslednje leto je vstopil v KPJ. Med vojno je bil sprva obveščevalni častnik, nato pa predstojnik Ozne v 8. korpusu.
Končal je VVA JLA. Po vojni je nadaljeval kariero v KNOJu in šolstvu.